# Masa cząsteczkowa
Masa cząsteczkowa – masa:
- jednej cząsteczki związku chemicznego (np. O2, H2O)
- formalnej jednostki danego związku (np. NaCl o budowie jonowej, a nie cząsteczkowej)
- jednego innego indywiduum chemicznego (np. jonu CH3COO−).

Jednostką masy cząsteczkowej w układzie SI jest kilogram, jednak znacznie powszechniej jest ona wyrażana za pomocą jednostki masy atomowej, równej 1/12 masy atomu izotopu węgla 12C i oznaczanej symbolem „u” lub „Da” (dalton).
Masę cząsteczkową nazywano dawniej ciężarem cząsteczkowym (jest to obecnie niezalecane).
W praktyce, w związku z trudnościami technicznymi w wyrażaniu rzeczywistych mas cząsteczkowych, stosuje się tak zwane względne masy cząsteczkowe, obliczane jako suma względnych mas atomowych tworzących ją atomów. Względna masa cząsteczkowa jest wielkością bezwymiarową, którą należy rozumieć jako wielokrotność 1/12 masy atomu izotopu węgla 12C.
W przypadku populacji cząsteczek o różnej masie cząsteczkowej (np. polimerów, mieszanin gazów) stosuje się pojęcie średniej masy cząsteczkowej (zwanej również molową). Średnia masa molowa może być obliczana jako średnia arytmetyczna lub średnia geometryczna masy poszczególnych cząsteczek w populacji.
W tym pierwszym przypadku nazywa się ją masą cząsteczkową średnią liczbowo i jest ona dana wzorem:
{\displaystyle M_{n}={\frac {1}{N}}\sum _{i=1}^{n}N_{i}M_{i},}
gdzie:
{\displaystyle N_{i}} – liczba cząsteczek o masie {\displaystyle M_{i},}
{\displaystyle N} – całkowita liczba wszystkich cząsteczek w próbce.
W tym drugim przypadku nazywa się ją masą cząsteczkową średnią masowo lub wagowo i jest ona dana wzorem:
{\displaystyle M_{w}={\frac {1}{m}}\sum _{i=1}^{n}m_{i}M_{i},}
gdzie:
{\displaystyle m_{i}} – łączna masa cząsteczek o masie cząsteczkowej {\displaystyle M_{i},}
{\displaystyle m} – masa całej próbki.
po przekształceniu odpowiada to:
{\displaystyle M_{w}={\frac {\sum _{i=1}^{n}N_{i}M_{i}^{2}}{\sum _{i=1}^{n}N_{i}M_{i}}}.}
Masę cząsteczkową liczbowo średnią można wyznaczać technikami, w których na wynik ma wpływ liczba cząstek – na przykład w osmometrii – zaś masę cząsteczkową wagowo średnią w technikach, w których na wynik ma wpływ rozmiar cząsteczek – na przykład w technikach opartych na rozpraszaniu światła.
Ze względu na to, że masa cząsteczkowa średnia liczbowo „preferuje” cząsteczki o mniejszej masie, ale częściej występujące w mieszaninie, zaś wagowo średnia „preferuje” cząsteczki o większej masie, ta pierwsza jest zawsze mniejsza od drugiej.